# Gnocco fritto
Lo gnocco fritto (in emiliano centrale: gnocc frett, gnocc, oppure ‘l gnoc; gnoc fritt nei dialetti della Bassa emiliana) è un prodotto agroalimentare tradizionale tipico delle province di Modena e Reggio Emilia.

## Diffusione
La pietanza è peraltro diffusa in tutta la bassa pianura emiliana e in parte di quella lombarda, per questo è conosciuta anche con altri nomi, tra cui crescentina (Bologna; da non confondersi con la crescentina modenese, che a Bologna è chiamata tigella), torta fritta (Parma e Cremona), chisulén o chisolino (nella pianura nordorientale piacentina), pinzino (Ferrara) o pinsìn (Mantova).
Secondo alcune fonti, la presenza dello strutto fra i principali ingredienti potrebbe far supporre un'origine longobarda della ricetta.

## Uso dell'articolo
Le norme grammaticali della lingua italiana impongono l'uso dell'articolo "lo" (e "gli" per il plurale) davanti al gruppo consonantico "gn", tuttavia nell'uso colloquiale, in particolare dell'Italia settentrionale, è diffusa la forma "il" (e "i" al plurale), derivato direttamente dal dialetto emiliano al gnocc; "lo gnocco fritto" diventerebbe quindi "il gnocco fritto". Questo solecismo è ripreso anche dalla letteratura culinaria.
Secondo l'Accademia della Crusca, la forma meno corretta con l'articolo "il" è comunque ampiamente impiegata e "può ricorrere in contesti poco sorvegliati, [mentre] è decisamente da evitare in registri più controllati". L'espressione "il gnocco fritto" può essere impiegata leggendo la frase nel suo contesto, come succede per tante altre espressioni della lingua italiana, perché "in molti dialetti si può utilizzare e si utilizza il gnocco".
Nelle zone di origine del prodotto, le persone spesso "aggirano l'ostacolo evitando di mettere l'articolo, perché scegliere quello sbagliato spiace, ma ricorrere a quello giusto è avvertito come ricerca stilistica troppo forte".

## Preparazione

### Ricetta modenese

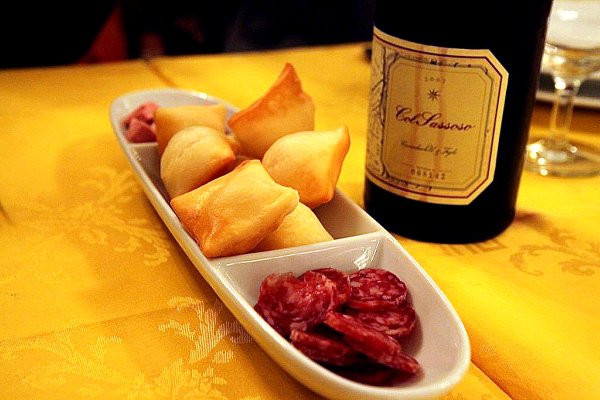
Gnocco fritto, salame e vino lambrusco

Dapprima viene preparato un impasto composto da:
farina di frumento "00", strutto di maiale, acqua gassata e sale.
Alcune volte, soprattutto nelle zone dell'Appennino, viene aggiunta una goccia di latte per ammorbidire l'impasto.
Dopo aver impastato il tutto, la pasta viene messa in un recipiente avvolta in un canovaccio e ogni 20-30 minuti bisogna rimpastarla e muoverla, facendo sì che inglobi aria che, assieme alle bollicine di gas dell'acqua, la farà gonfiare al momento della cottura. Questo è il procedimento secondo la ricetta modenese, dove non va il lievito. Poi la pasta viene ridotta in una sfoglia alta pochi millimetri (da circa 2 a 6) e tagliata in rombi o a rettangoli di circa 10-15 cm di lato oppure in tondi di diametro di circa 25 cm, che vengono fritti, secondo la tradizione, gettandoli in abbondante strutto di maiale bollente.

### Ricetta bolognese
(Pellegrino Artusi, La scienza in cucina e l'arte di mangiar bene, 1891)
Nella versione bolognese, l'impasto è composto da farina "00", lievito di birra oppure istantaneo, sale e acqua (più raramente latte).
A volte si aggiunge anche un po' d'olio, per far sì che la pasta durante la frittura assorba meno grasso.

### Frittura

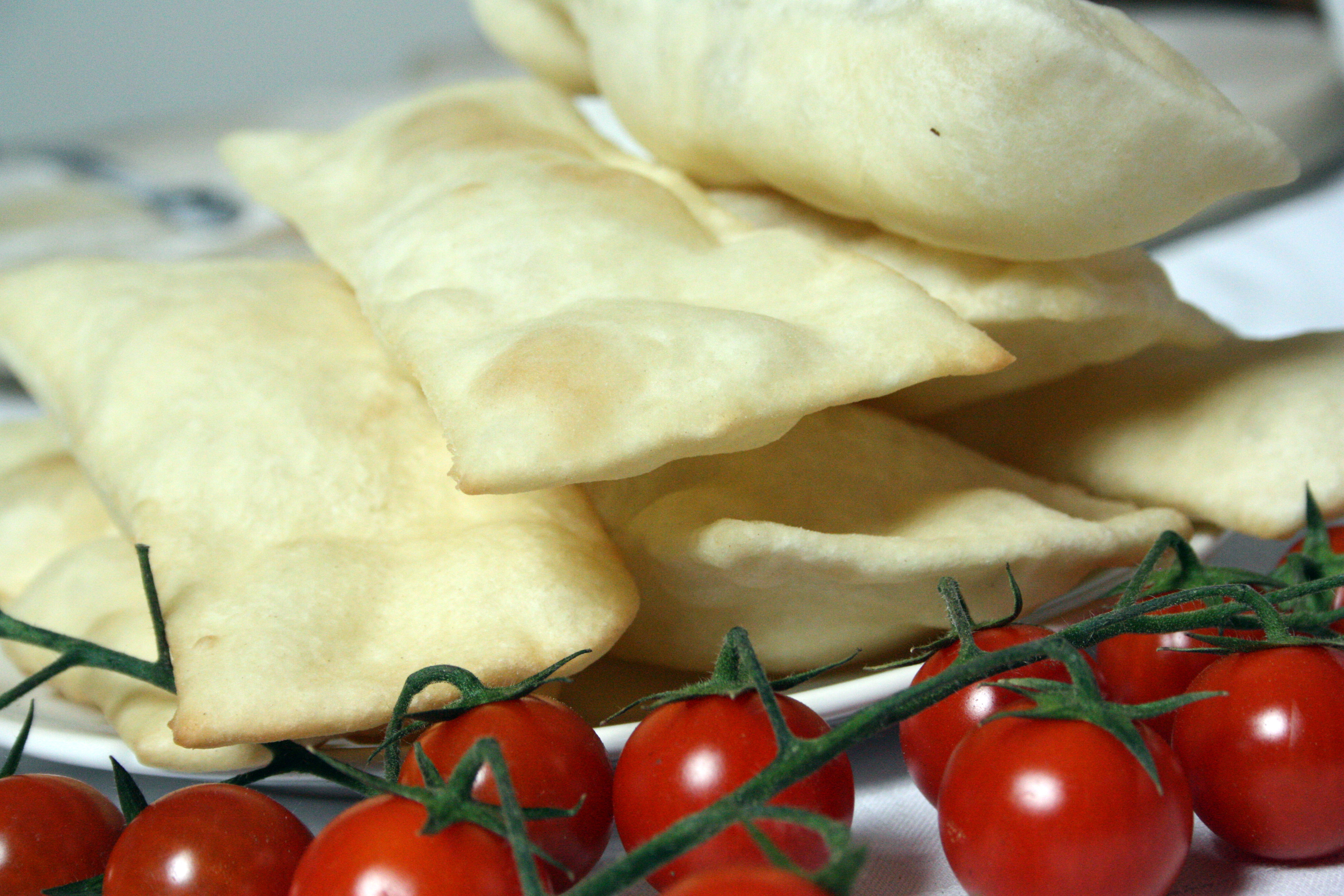
Gnocco fritto

La ricetta tradizionale prevede la frittura dello gnocco in abbondante strutto di maiale, in padella o speciali vasche di frittura.
La pasta viene quindi fritta (normalmente circa un minuto per lato) e si gonfia formando delle bolle sulla superficie oppure una "pancia" nel caso di gnocco fritto di piccole dimensioni. Un tempo veniva praticato un foro (chiamato umbrèghel, ombelico) al centro dello gnocco fritto, affinché lo strutto bollente potesse raggiungere e cuocere anche la parte superiore.
Peraltro, dal momento che lo strutto di maiale ha un punto di fumo molto alto (circa 230 °C), le moderne norme di sicurezza imposte a bar, ristoranti, mense e comunità rendono difficile reperire in commercio friggitrici che superino la temperatura di 190 °C. Dovendo pertanto diminuire la temperatura di frittura, almeno negli ambienti industriali e della ristorazione, si è costretti ad usare vari olii al posto dello strutto, che alla temperatura di 190 °C lascerebbe la pietanza eccessivamente unta. Si ricorre quindi all'utilizzo di olii di semi o di palma, frazionato o bifrazionato ad una temperatura di frittura che può variare fra i 180 °C ed i 188 °C in relazione allo spessore della pasta da friggere.
A cottura ultimata, gli gnocchi fritti vengono scolati e fatti asciugare su carta paglia alimentare assorbente; quelli di forma rotonda, se prodotti in grande quantità, vengono di solito fatti scolare in posizione verticale all'interno di una cassetta, come se fossero delle stoviglie in uno scolapiatti.

## Consumo

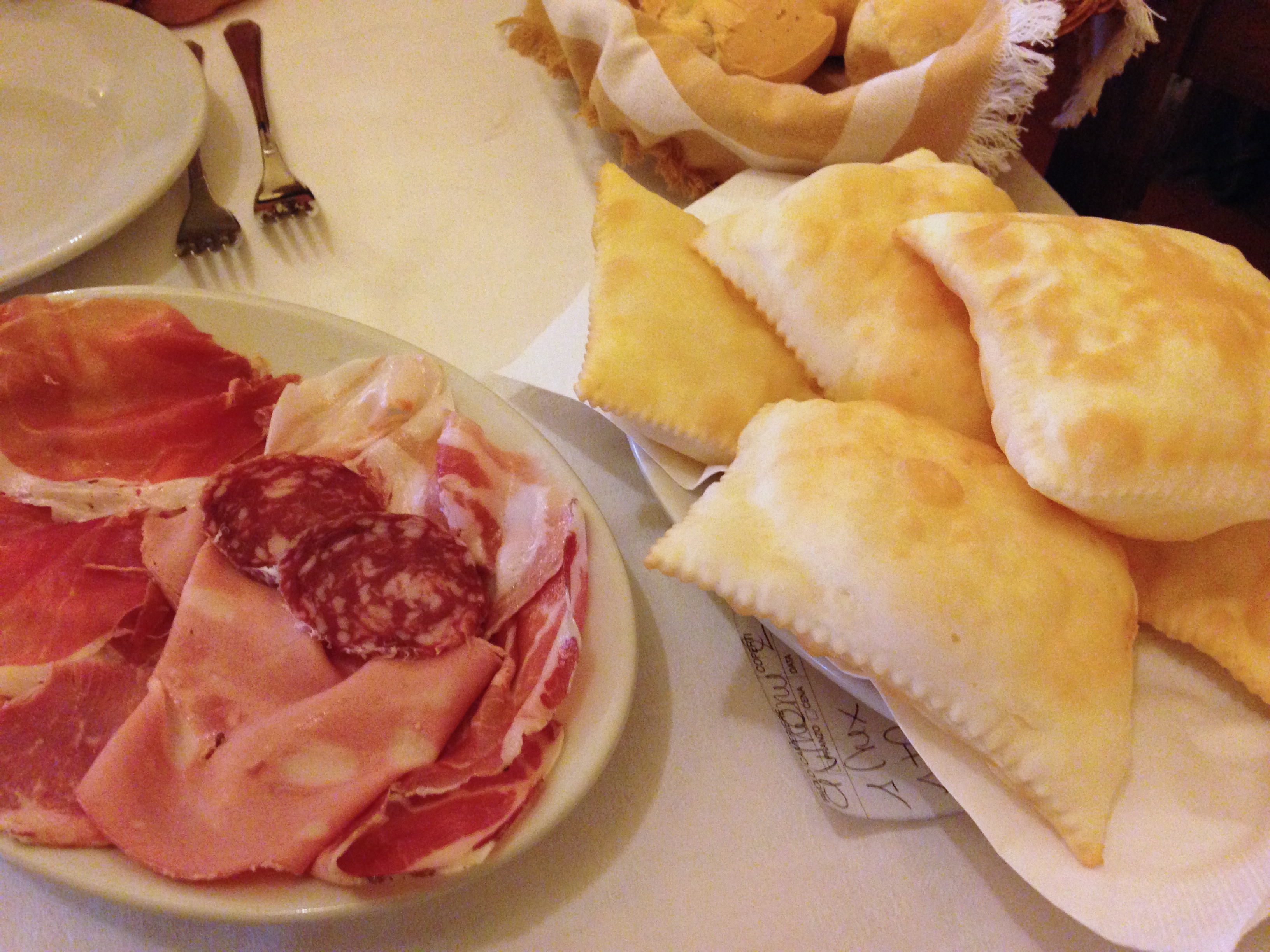
Salumi e gnocco fritto

Quando non consumato come cibo da strada tipico di fiere o manifestazioni locali, lo gnocco fritto è consumato a pasto assieme agli affettati tipici emiliani (quali prosciutto, salame, Mortadella Bologna, coppa o coppa di testa) eventualmente accompagnati con formaggi locali spalmabili e dal vino lambrusco.
Nella città di Modena è consuetudine consumare lo gnocco fritto (caldo appena preparato oppure freddo della sera precedente) anche per colazione, insieme al cappuccino o caffelatte.

## Riconoscimenti
La regione Emilia-Romagna e il Ministero delle politiche agricole alimentari e forestali hanno incluso lo gnocco fritto, con la settima revisione, nell'elenco dei prodotti agroalimentari tradizionali italiani (P.A.T.).
Il 7 luglio 2008 è stata istituita a Modena la Confraternita del Gnocco d'Oro, per tutelare, promuovere e divulgare la cultura gastronomica modenese, un'associazione di gourmet, senza scopo di lucro che ha editato un volume sullo gnocco fritto modenese, con riferimenti storici, letterari, gastronomici, ricette, e una guida ai 100 bar dove avviene ogni giorno la colazione alla modenese, dove cioè poter gustare fritto al momento, un fumante pezzo di gnocco. Nel novembre 2013 è uscito un volume dedicato allo gnocco fritto nella ristorazione.

## Primati

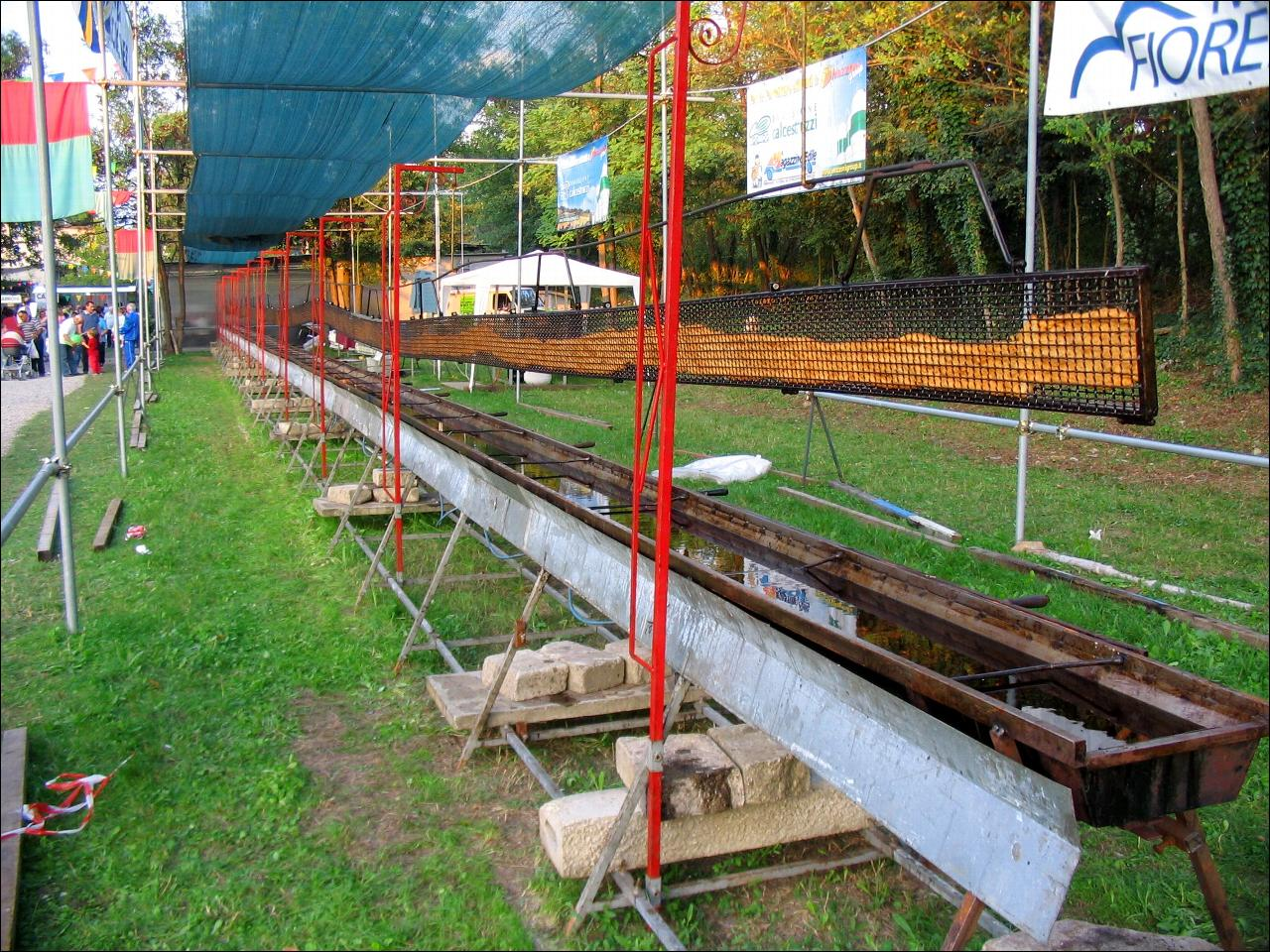
Lo gnocco fritto da 41 metri preparato a Castello di Serravalle nel 2006

Il 17 ottobre 2016, durante la sagra di Castello di Serravalle (Bologna), è stato preparato lo gnocco fritto più lungo del mondo di 42 metri, battendo il precedente primato di 41 metri del 2006.

## Prodotti simili
Prodotti simili allo gnocco fritto sono la ficattola (Toscana), lo sgabeo (Lunigiana), la piada fritta (Romagna), la pizza fritta (Italia centro-meridionale), la fersulla (Alessandria), la friciula o panfritto (Asti), le schiccie (Varzi), la vastedda fritta (Palermo), i cullurelli (Calabria), la sopaipilla (America latina) e il frybread (Stati Uniti).
Nelle province di Modena e Reggio Emilia il termine "gnocco" (non fritto) indica una focaccia fatta al forno con lardelli di maiale, molto diffusa. Pertanto è fondamentale aggiungere l'attributo "fritto" per distinguere i due prodotti diversi. Il prodotto da forno è talvolta chiamato esplicitamente "gnocco al forno" (gnoch al fóren): venduto principalmente come prodotto da asporto, si trova negli espositori di bar e panetterie accanto a varianti come la stria (leggermente più croccante) e vari gnocchini, solitamente di forma quadrata o circolare.
Dato che la parola gnocco è usata prevalentemente al singolare, per lo gnocco fritto se ne richiede un numero di pezzi o (al ristorante) si ordina per il numero di persone che lo desiderano; gnocco al forno e stria, cotti in teglie quadrangolari e subito tagliati in strisce, sono serviti all'acquirente nella quantità desiderata.